# قضيب الإنسان
قضيب الإنسان هو العضو الجنسي الخارجي لدى ذكر الإنسان. وهو عضو مُنغرس بالجسم يُستخدم بشكل أساسي للتبول، بالإضافة للتكاثر. الأجزاء الرئيسية للقضيب تتكون من الجذر؛ والجسم؛ والنسيج الطلائي للقضيب الذي يحتوي على الجلد والقلفة والحشفة. ويتكون جسم القضيب من ثلاثة أعمِدة من الأنسجة: اثنين مِنها أجسام كهفية على الجانب العلوي، وجسم إسفنجي واحد على الجانب السُفلي.
مجرى البول (الإحليل) لدى ذكر الإنسان يَمُر عبر غدة البروستاتا، الذي يتصل بالقناة القاذفة، ثم من خلال القضيب. الإحليل يَخترق الجسم الإسفنجي، ويَنفَتِح الإحليل إلى فتحة الصماخ البولي، وهو يستخدم لإخراج البول وقذف المني.
يُمثل القضيب البشري تنادداً مع البظر في الأنثى، وهو يتطور من نفس النسيج المُكون للبظر. يَنتصِب القضّيب عِند الإثارة الجنسية وهي عَمَلية تصَلُب وزيادة في الحَجم والطول، ويُمكن أن تحدُث عَمليّة الانتصاب أيضاً في حالات غير جنسية. حالات تغيير شكل القضيب الأكثر شيوعاً هي عمليات الختان، وهي إزالة جزء من القلفة أو كُلها لأسباب دينية أو ثقافية وأحياناً طبية.
تُشير الأبحاث إلى أن مُعدل طول القضيب مُنتصباً يتراوح بين 9 - 19 سم، (معهد كينزي للأبحاث) وأبحاث عالمية أخرى تشير إلى أن معدل حجم القضيب منتصباً قد يتراوح بين 9.6 - 16 سم. وتعود أسباب الاختلاف في حجم القضيب إلى عوامل جينية ووراثية وايضاً عوامل بيئية كالنظام الغذائي والتلوث البيئي.

## التشريح

### الأجزاء

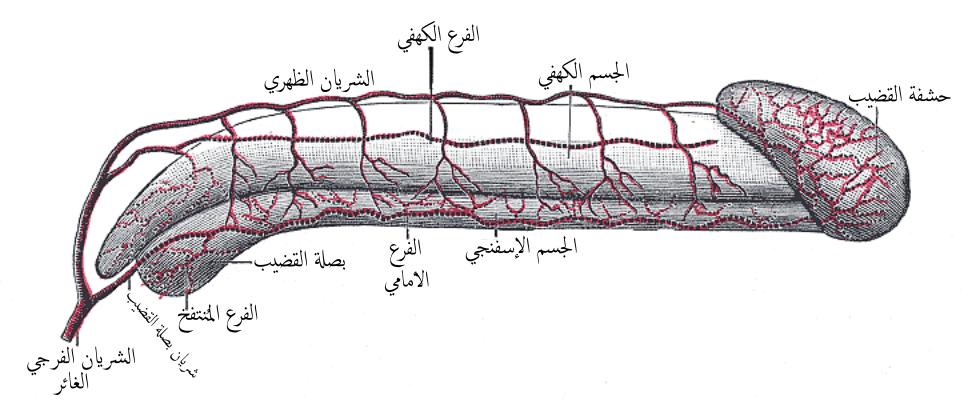
تشريح القضيب.

- جذر القضيب (القاعدة): هو جزء الإتصال بين جسم القضيب والجسم، ويتكون من بصلة القضيب في الوسط وساق القضيب على جانبي البصلة.
- جسم القضيب: ويتكون من سطحين؛ ظَهري (أعلى القضيب)، وباطني (أسفل القضيب). السطح الباطني يَبرُز فيه خط يمتد على طولِه.
- النسيج الطلائي للقضيب الذي يحتوي على الجلد والقلفة والحشفة، والقلفة تُغطي الحشفة. والغشاء الطِلائي لا يكون مُتصل بالطبقة الداخلية للقضيب، حيثُ تبقى مُنزلقة وحرة الحركة عليه.[4]

## الوظيفة الفسيولوجية

### التبول

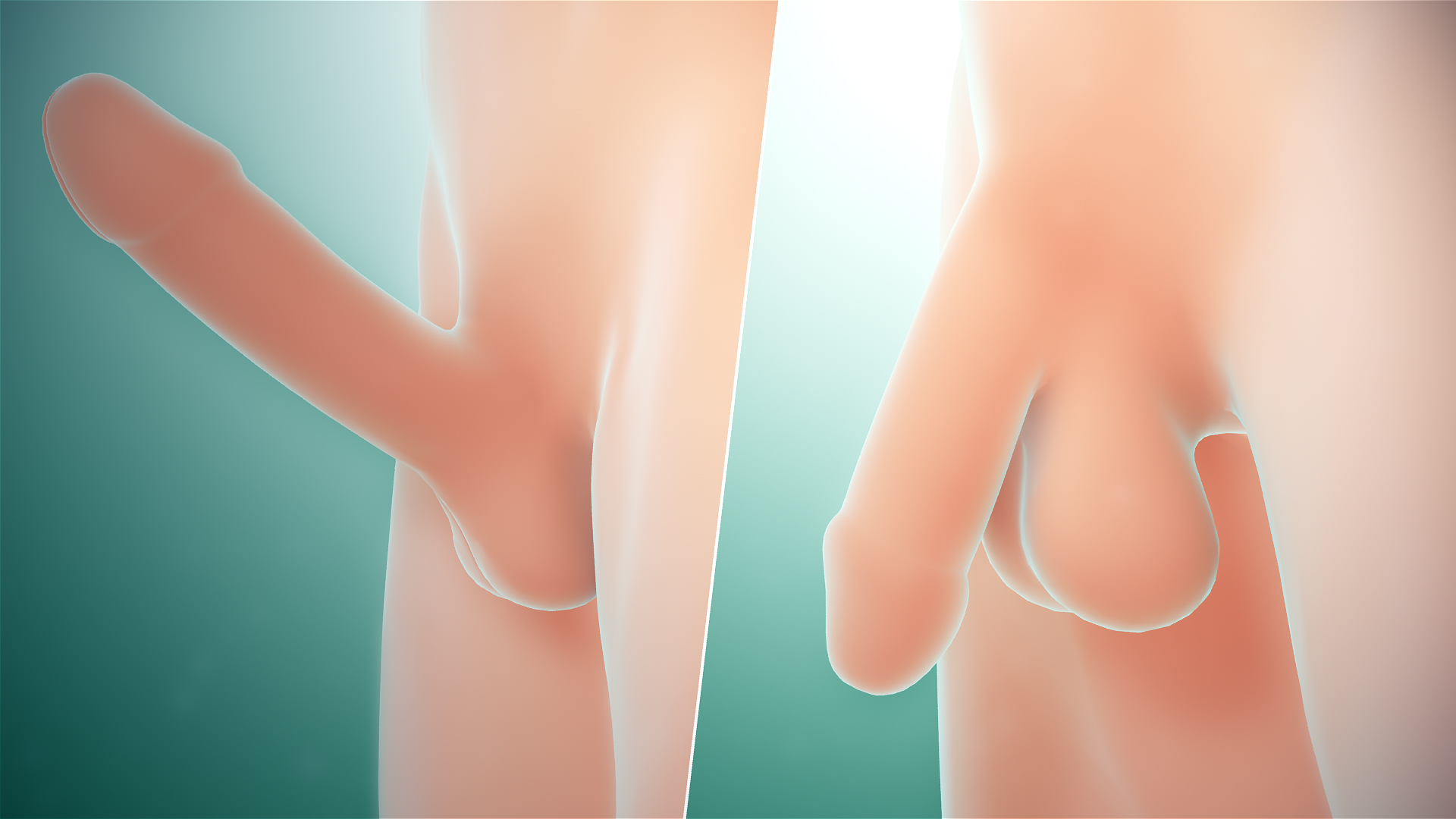
عملية الإنتصاب في قضيب الرجل عند الإثارة الجنسية

في ذكر الإنسان يَتِم إخراج البول لخارج الجسم من خلال القضيب. يقوم الإحليل بتجفيف المثانة من خلال بروستاتا والتي ترتبط بالقناة الدافقة ثم باتجاه القضيب. عند جذر القضيب (النهاية القريبة للجسم الإسفنجي) تقع العضلة العاصرة الخارجية. هذه العضلة العاصرة الصغيرة من الأنسجة العضلية المخططة، وفي الذكر السليم تكون هذه العضلة إرادية الحركة. إسترخاء هذه العضلة يسمح بمرور البول في مجرى البول العلوي بمرور البول إلى دخول القضيب بشكل صحيح وتفريغ المثانة البولية، وهكذا.
من الناحية الفسيولوجية التبول ينطوي على التنسيق بين الجهاز العصبي المركزي، والحركة اللاإرادي للجسم والجهاز العصبي الجسدي. عند الرضع وبعض كبار السن، والذين يعانون من الأمراض العصبية، قد يحدث التبول بطريقة لاإرادية. وتشمل مراكز الدماغ التي تنظم التبول على مركز التبول الجسري، والسِّنْجابِيَّةُ المُحِيْطَةُ بالمَسَال، والقشرة المخية. أثناء الانتصاب، تعمل هذه المراكز على عرقلة ارتخاء العضلات العاصرة، وذلك ليتم الفصل الفسيولوجي الوظيفي بين عملية إخراج البول والتكاثر في القضيب، كذلك منع البول من الدخول في الجزء العلوي من مجرى البول أثناء القذف.

### الانتصاب
الانتِصّاب هو تشنج وارتفاع القضيب، والذي يحدث أثناء الإثارة الجنسية، على الرغم من أنه يُمكن أن يحدث أيضاً في حالات غير جنسية. الآلية الفسيولوجية الأساسية التي تؤدي للانتصاب هو التَمدُد اللاإرادي لشرايين الدم في القضيب، والذي يسمح بمرور كميات أكبر من الدم لملئ الأنسجة الإسفنجية والأوعية الدموية، الأمر الذي يؤدي للإطالة والتَصَلُّب.

## القذف المبكر وعلاجه
القذف المبكر أو سرعة القذف هو مشكلة جنسية شائعة لدى الرجال إذ يصيب 30% إلى 40% من الرجال، وهو يعني انعدام الرقابة الطوعية على عملية القذف. معظم الرجال الذين يعانون من مشكلة القذف المبكر في الأساس طبيعيين جدا، والمشكلة لديهم هي عدم التحكم في وقت القذف.
هناك عدة طرق لعلاج سرعة القذف:
- استخدام الادوية المناسبة للسيطرة على سرعة القذف.
- استعمال الواقي الذكري لأنه يخفض من الإحساس.
- تغير وضعية الممارسة للحصول على أفضل نتيجة.
- التقليل من فترة المداعبة أو الإثارة قبل الإيلاج.
- العلاج النفسي بالمشاركة مع الزوجة.
- التدريب على التحكم.

## الختان
يمارس ختان الذكور لدى المسلمين واليهود وبعض المسيحيين وفيه فائدة للرجل من حيث النظافة وزيادة الحساسية عند الجماع وزيادة إثارة الزوجة بحيث يكون السطح المعرض للملامسة أكبر والختان للرجل نظافة ويمنع تكاثر الجراثيم تحت الحشفة، إضافة إلى أن الابحاث قد أثبتت أن نسبة خطر الإصابة بالأمراض الجنسية وفيروس نقص المناعة المكتسبة تكون أقل عند الذكور المختونين أثناء العملية الجنسية،

 وقد أثبتت دراسات عديدة أن نسبة الإصابة بسرطان القضيب لدى الرجال المختونين (و خصوصاً من تم ختانهم في مرحلة الطفولة) تقل بنسبة ثلاثة أضعاف مقارنة مع غير المختونين.
وقد كان ممارساً عند المصريين القدماء.
وتمارس بعض الثقافات في بعض المناطق المعزولة من العالم عملية الختان للإناث، فيما تذهب العديد من الدول العربية ومنها مصر والمغرب ومعظم دول العالم إلى تجريم ختان الإناث المنافي للصحة الجنسية للمرأة ولما قد يسببه من أضرار للمرأة.

## وصلات خارجية
- معهد كينسي حول دراسات القضيب نسخة محفوظة 7 مايو 2016 على موقع واي باك مشين. (بالإنجليزية)